# San Luis Taxhimay
San Luis Taxhimay es una población del municipio de Villa del Carbón, está ubicada al norte del municipio, a un costado de la "Presa Taxhimay", es un lugar turístico.
Uno de sus principales atractivos, es la Presa  Taxhimay, ubicada a escasos 24 kilómetros del centro de Villa del Carbón; la cual es principalmente visitada para apreciar los vestigios del ancestral pueblo de San Luis de las Peras.    
Solamente dos cúpulas se muestran como pista de lo que era antiguamente este pueblo otomí, correspondientes a la antigua parroquia franciscana de San Luis Rey de Francia y una más estrecha al Nazareno del Quejido.